# تأثير كوندو
تأثير كوندو في الفيزياء هو تشتت إلكترونات نطاق التوصيل في المعدن بسبب الشوائب المغناطيسية ، مما يؤدي إلى تغيير الحد الأدنى من المقاومة الكهربائية مع درجة الحرارة.
تم شرح سبب التأثير لأول مرة بواسطة عالم الفيزياء الياباني جون كوندو ، الذي طبق نظرية التقليب على المشكلة لحساب تشتت إلكترونات التوصيل المدارية (s1) من الإلكترونات المدارية (d3).
توقع كوندو بعد حساباتهِ أن معدل التشتت والجزء الناتج من المقاومة يجب أن يزيد مع اقتراب درجة الحرارة من 0 كلفن،  من المحتمل أن يفسر تأثير كوندو تكوين <i id="mwHQ">الفرميونات الثقيلة)</i> <i id="mwHw">وعوازل كوندو</i> في المعادن البينيةو المركبات، خاصة تلك التي تحتوي على عناصر أرضية نادرة مثل السيريوم والبراسيوديميوم والإيتربيوم ، وعناصر الأكتينيدات كاليورانيوم . وقد لوحظ أيضًا تأثير كوندو في أنظمة النقاط الكمومية .

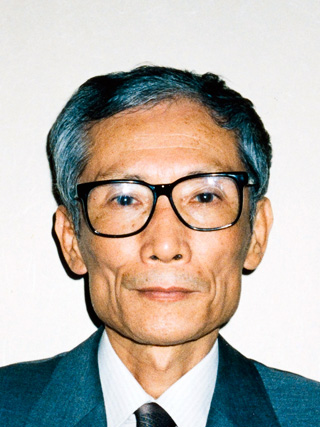
جون كوندو

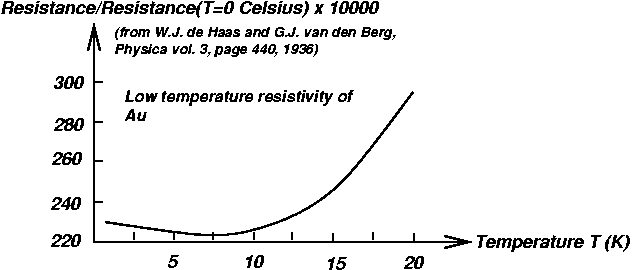
تأثير كوندو: شاهد يتصرف الذهب مع كمية صغيرة من شوائب الحديد عند درجات الحرارة المنخفضة

## نظرية
تعتمد ({\displaystyle \rho } المقاومة) على ({\displaystyle T} درجة الحرارة) ، في القانون التالي.
{\displaystyle \rho (T)=\rho _{0}+aT^{2}+c_{m}\ln {\frac {\mu }{T}}+bT^{5},}
خطأ رياضيات (SVG (يمكن تمكين MathML عبر البرنامج المساعد للمتصفح): رد غير صحيح ("Math extension cannot connect to Restbase.") من الخادم "http://localhost:6011/ar.wikipedia.org/v1/":): {\displaystyle \rho_0}
 تمثل المقاومة المتبقية، و رمز {\displaystyle aT^{2}} يوضح خصائص سائل فيرمي و يمثل الرمز {\displaystyle bT^{5}} الإهتزازات : {\displaystyle a}, {\displaystyle b}, {\displaystyle c_{m}} و {\displaystyle \mu } هي ثوابت مستقلة عن درجة الحرارة لا تتغير إلا في بعض الحالات، اشتق جون كوندو هذا القانون بالاعتماد على اللوغاريتمي مع درجة الحرارة والاعتماد على التركيز المرصود في التجربه.

## تاريخ
في سنة 1930، لاحظ الفيزيائي فالتر مايسنر و زميله فوليغت  أن مقاومة الذهب النقي تصل إلى الحد الأدنى و الأقل عند 10 كلفن، تنطبق هذه الحاله مع عنصر النحاس النقي عند 2 كلفن. وتم اكتشاف نتائج مماثلة وقريبه في معادن أخرى. وصف كوندو الجوانب الثلاثة المحيرة التي أحبطت الباحثين السابقين الذين حاولوا تفسير التأثير:
- المتوقع أن تنخفض مقاومة المعدن النقي بشكل رتيب، لأنه مع انخفاض درجة الحرارة، يتناقص احتمال تشتت الإلكترون.
- يجب أن تستقر المقاومة بسرعة عندما تنخفض درجة الحرارة إلى ما دون درجة حرارة ديباي للفونونات، ومع ذلك، في حالة سبيكة الحديد و الذهب، تستمر المقاومة في الارتفاع بشكل حاد أقل من 0.01 كلفن، ومع ذلك يبدو أنه لا توجد فجوة طاقة في السبيكة بهذا الصغر.
- هذه الظاهرة عالمية، لذا فإن أي تفسير يجب أن ينطبق بشكل عام.

أظهرت التجارب التي أجرتها عالمة الفيزياء ميريام ساراتشيك عام 1960 في مختبرات بيل أن هذه الظاهرة ناجمة عن الشوائب المغناطيسية التي تحتويها المعادن النقية. عندما أرسل كوندو عينه بحثيه إلى ساراتشيك، أكدت ساراتشيك أن البيانات تناسب النظرية.
تم اشتقاق حل كوندو باستخدام أسلوب نظرية الاضطراب مما أدى إلى تباعد عندما تقترب درجة الحرارة من 0 كلفن، ولكن الأساليب اللاحقة استخدمت تقنيات غير مضطربة لتحسين النتيجه.
أنتجت هذه التحسينات للتأثير مقاومة محدودة ولكنها احتفظت بميزة المقاومة الاقل عند درجة حرارة غير الصفر. يتم تعريف درجة حرارة كوندو على أنها مقياس الطاقة الذي يحد من صحة نتائج كوندو.

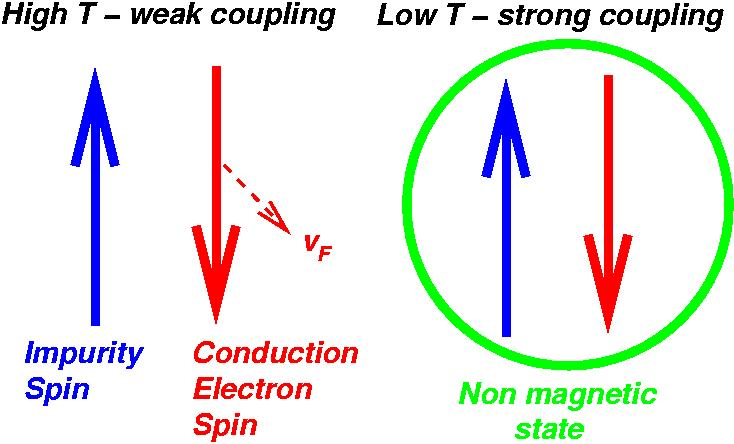
رسم تخطيطي لحالة درجة الحرارة المرتفعة المقترنة بشكل ضعيف والتي تمر فيها العزوم المغناطيسية لإلكترونات التوصيل في المضيف المعدني عبر العزم المغناطيسي للشوائب بسرعات v و _{F} ، التي تشهد فقط ارتباطًا خفيفًا مضادًا للمغناطيسية الحديدية في محيط الشوائب. في المقابل، عندما تميل درجة الحرارة إلى الصفر، فإن عزم الشوائب المغناطيسي وعزم إلكترون التوصيل الواحد يرتبطان بقوة شديدة لتكوين حالة غير مغناطيسية شاملة.

يمكن اعتبار تأثير كوندو مثالاً على حرية المقاربة ، بمعنى الحالة التي يصبح فيها الاقتران قويًا غير مضطرب عند درجات حرارة منخفضة وطاقات منخفضة، في معضلة كوندو، يشير الاقتران إلى التفاعل بين الشوائب المغناطيسية الموضعية والإلكترونات المتجولة.

## أمثلة
يمتد تأثير كوندو إلى شبكة من الأيونات المغناطيسية، ومن المحتمل أن يفسر تكوين الفرميونات الثقيلة وعوازل كوندو في المركبات بين الفلزات، خاصة تلك التي تحتوي على عناصر أرضية نادرة مثل السيريوم والبراسيوديميوم والإيتربيوم وعناصر الأكتينيد مثل اليورانيوم .
وقد لوحظ تأثير كوندو في أنظمة النقاط الكمومية . في هذه الأنظمة، تتصرف النقطة الكمومية التي تحتوي على إلكترون واحد فقط غير متزاوج على الأقل كشوائب مغناطيسية، وعندما تقترن النقطة بنطاق توصيل معدني أخرى ، يمكن لإلكترونات التوصيل أن تنتشر خارج النقطة وهذا مشابه تمامًا للحالة التقليدية للشوائب المغناطيسية في المعدن.

## أنظر أيضاً
- فيزياء
- فالتر مايسنر